# Lodbjerg Kirke
Lodbjerg Kirke er en kirke i Lodbjerg Sogn i Thisted Kommune, tidligere Sydthy Kommune, lidt ensomt beliggende. Bygningen, som kun består af kor og skib, er opført i munkesten. Såvel nordlige som sydlige døre er tilmurede, og en nyere indgang etableret i sydlige væg. Et våbenhus er blevet etableret ved opdeling af skibet. Klokkestabel med en klokke fra 1578.
Lodbjerg Kirke er blot 130 kvadratmeter stor og er dermed en af Danmarks mindste landsbykirker. Den ligger kun 4-5 km. fra landets største, Vestervig Kirke. Lodbjerg Kirke er ofte blevet kaldt Danmarks mindste, selvom at det er den næstmindste i Danmark. Den mindste er Venø Kirke.[kilde mangler]
Ved en restaurering i 1933 blev nogle kalkmalerier afdækket. Det skønnes at de er udført ca. 1530 – 1540. I korbuen er et rankeslyng og på triumfmuren ses Jomfru Maria og et slangemotiv. Ligeledes er der på nordvæggen en billedfrise.
Altertavlen, som er udført af J. J. Thrane ca. 1710, er trefløjet med et billede af nadveren i midten. Romansk døbefont af granit. Prædikestolen er enkel og påmalet årstallet 1601.

## Galleri
- Kirkerummet fra skibet.
- Kirkerummet fra Prædikestolen.
- Altertavlen.
- Prædikestolen.
- Orglet.

## Eksterne kilder og henvisninger
- Wikimedia Commons har flere filer relateret til Lodbjerg Kirke
- Lodbjerg Kirke i bogværket Danmarks Kirker (udg. af Nationalmuseet)
- Lodbjerg Kirke Arkiveret 28. oktober 2020 hos  Wayback Machine hos Klitsogne.dk – Officel hjemmeside
- Lodbjerg Kirke hos KortTilKirken.dk
- Kirsteligt Dagblad: Venø kirke er Danmarks mindste